# Exercises
Exercises (с англ. — «Упражнения») — второй студийный альбом шотландской рок-группы Nazareth, вышедший в 1972 году.
Стиль игры группы в этом альбоме обозначен как «blues-tinged hardrock» (хард-рок с оттенком блюза). Сам альбом — в некотором роде эксперимент и считается кем-то спорным, кем-то — слабым и неинтересным.
Дэн Маккаферти: «Второй пристрелочный выстрел: всё ещё пытаемся нащупать свою стезю. Не было чёткого понимания, как развиваться. Рекорд-лейбл и менеджеры пытались заправлять процессом, но ничего у них не вышло. А песни хорошие, с лёгким этническим флёром».

## Список композиций
Все песни написаны Мэнни Чарлтоном, Питом Эгнью, Дэном Маккаферти, Дэрелом Свитом
1. I Will Not Be Led — 3:05
2. Cat’s Eye, Apple Pie — 3:04
3. In My Time — 3:28
4. Woke up This Morning — 3:09
5. Called Her Name — 4:32
6. Fool About You — 2:47
7. Love, Now You’re Gone — 2:25
8. Madelaine — 5:54
9. Sad Song — 2:13
10. 1692 (Glen Coe Massacre) — 3:59

## Участники записи
- Dan McCafferty — вокал
- Darrell Sweet — ударные, бэк-вокал
- Pete Agnew — бас-гитара, гитара, бэк-вокал
- Manny Charlton — гитара, 12-String Guitar, бэк-вокал
- David Hentschel — Synthesizer
- Jedd Lander — Bagpipes, Harmonica
- Robert M. Corich — Liner Notes, Remastering
- Colin Fretcher — Arranger
- Laura Vallis — Design
- Mike Brown — Remastering
- Roy Thomas Baker — Producer